# フレデリック・リヘル騎馬像
『フレデリック・リヘル騎馬像』（フレデリック・リヘルきばぞう、蘭: Portret van Frederick Rihel te paard、英: Portrait of Frederick Rihel on Horseback）は、オランダ絵画黄金時代の巨匠レンブラント・ファン・レインが1663年ごろ、キャンバス上に油彩で制作した絵画である。画面下部左側に赤外線カメラで判読できる「R[..]brandt 1663」という画家の署名と制作年が記されているが、馬の描写は工房の手になると見る少数の研究者もいる。『ポーランドの騎手』 (フリック・コレクション、ニューヨーク) とともにレンブラントが2点しか描かなかった騎馬肖像画のうちの1点で、画家最大の作品のうちの1点ともなっている。また、オランダで2点しか描かれなかった等身大の騎馬像のうちの1点でもある。作品は1959年に購入されて以来、ロンドン・ナショナル・ギャラリーに所蔵されている。

## 作品

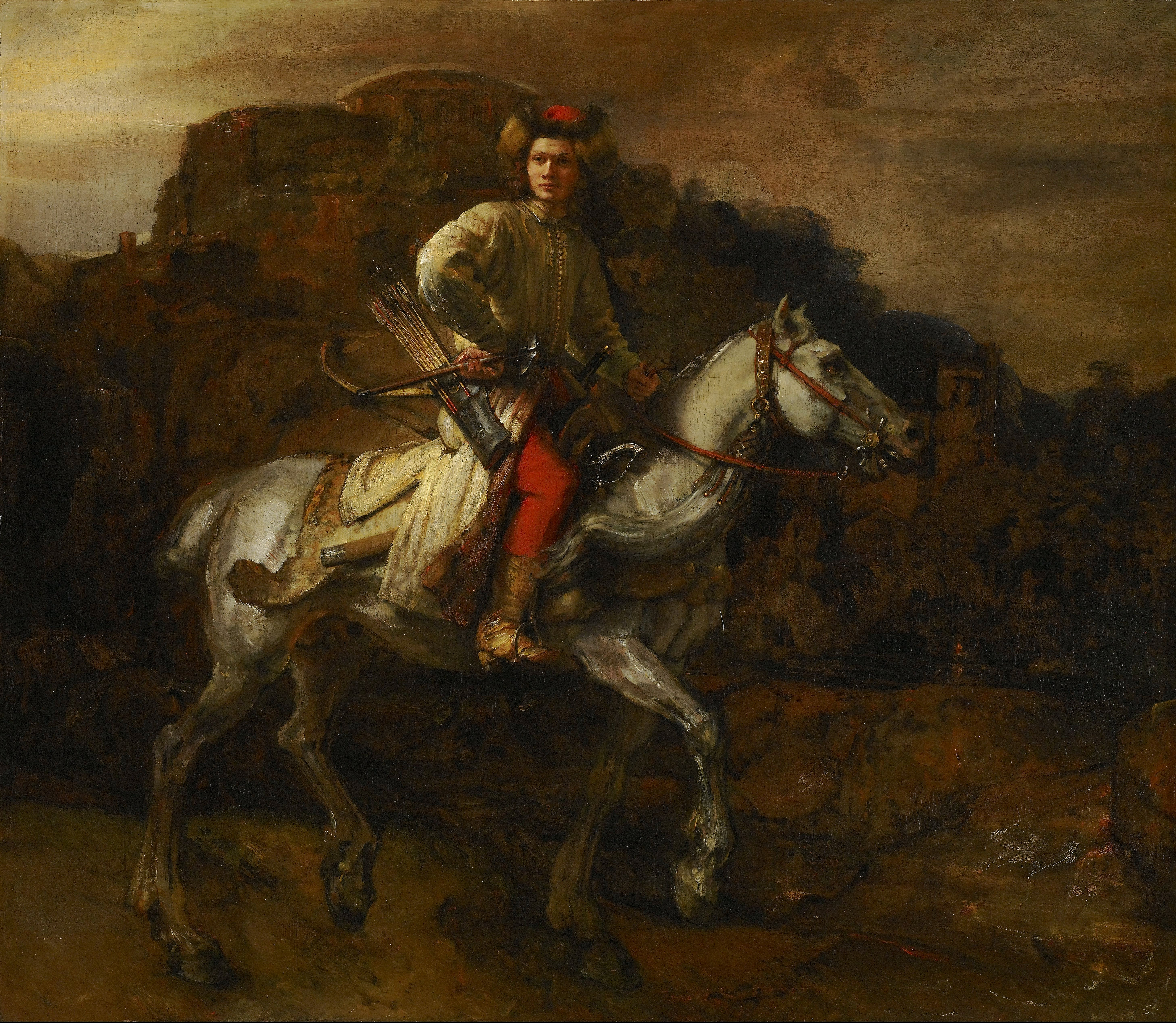
レンブラント『ポーランドの騎手』 (1655年ごろ)、フリック・コレクション、ニューヨーク

ティツィアーノ『カール5世騎馬像』 (1548年)、プラド美術館、マドリード

この肖像画の人物については、アンリ・ド・ラ・トゥール・ドーヴェルニュ、あるいはヤーコプ・デ・フラッフであるとする見方もあったが、大部分の研究者は1681年のフレデリック・リヘルの遺産目録を根拠に彼を描いたものであると見なしている。1621年にストラスブールで生まれ、少年時代にアムステルダムに移住したリヘルは、やがて富裕な銀行事業家となった。
馬の描写に慣れていなかったレンブラントによる馬の描写は硬いものとなっている。鑑賞者の視線はリヘルに引き付けられる。彼は、輝く袖のある明るい黄色のジャーキン (16-17世紀の男性用の短い上着) や羽根飾りのついた帽子などを身に着けている。リヘルは馬を後脚だけで立たせるルバードとよばれる乗馬法を示しているが、これは王侯貴族を表すためだけに描かれたものである。その偉大な原型はティツィアーノの『カール5世騎馬像』(プラド美術館、マドリード) であり、ベラスケス、ルーベンス、ヴァン・ダイクらのスペインとイギリスの王の騎馬像に影響を与えた。ルバードを行う能力は統治権の象徴でもあった。
リヘル以外の画面の部分は馬に見られるように、しばしば太く黒い輪郭で非常に大まかにスケッチされているだけである。そのため、暗色の背景は解釈が困難となっている。騎手は、背後の水辺周辺に続く行列を率いているか、参加しているかのように見える。左側前景に舟の先端か後端部分を判別することができる。左側には粗くスケッチされた建物もあり、現存しないアムステルダムの城門の1つ、ハイリヘウェフスポールト (Heiligewegspoort) であるのかもしれない。その前には馬車があり、明るい黄色と赤色の内部には3人が乗っている。馬車の踏み板には花婿がおり、馬車の前後には御者たち3人の頭部もかすかに見える。馬車は行列の一部で、前景右側の馬上の2人あるいは3人も同様である。
この絵画はおそらく、ウィレム3世の1660年のアムステルダム入場を描いたものである。リヘルは、アムステルダムの名誉護衛官としてこの行事に参加した。